# Denis Borges Barbosa
Denis Borges Barbosa (Rio de Janeiro, 12 de setembro de 1948 – Rio de Janeiro, 2 de abril de 2016) foi um advogado e jurista carioca. Formou-se como bacharel em Direito pela Universidade do Estado da Guanabara (atual UERJ), especializou-se no Brasil e no exterior com mestrado (LLM) pela Columbia University e Doutorado na UERJ. Barbosa foi nomeado diversas vezes por inúmeras fontes o principal advogado de propriedade intelectual brasileiro.
Iniciou sua carreira como músico, professor de flauta (no instituto Pró-Arte de Música), seguindo a formação de sua mãe, a compositora e maestra Cacilda Borges Barbosa. Representou o Instituto Nacional de Propriedade Intelectual em negociações de Tratados Internacionais, cedido por Furnas no período de 1977 a 1988, e foi advogado das Centrais Elétricas Furnas entre 1977 e 1988. Barbosa também foi Procurador do Estado e depois do Município da cidade do Rio de Janeiro, onde se aposentou para se dedicar à advocacia e ao magistério.
Atuou como professor de mestrado e doutorado acadêmico no Instituto Nacional da Propriedade Industrial e no Instituto de Economia da UFRJ. Barbosa também foi professor nos cursos de pós-graduação da Pontifícia Universidade Católica do Rio de Janeiro, da Escola Superior de Advocacia da OAB-SP e da Fundação Getúlio Vargas.
Foi membro do Instituto dos Advogados Brasileiros, da Associação Brasileira da Propriedade Intelectual, da Associação Portuguesa de Direito Intelectual (APDI), do corpo Editorial da revista Colloquium Research Papers, publicada conjuntamente pela OMPI e pela OMC, bem como do conselho consultivo do IP Osgoode na Osgoode Hall Law School.

## Obras
- Propriedade Intelectual - Direitos Autorais e Software. Rio de Janeiro: Lumen juris, 2003. v. 1.
- Propriedade Intelectual - A Aplicação do Acordo TRIPs. 2ª. ed. Rio de Janeiro: Lumen Juris, 2002. v. 1. 286p .
- Licitações, Subsídios e Patentes. Rio de Janeiro: Luemn Juris, 1997. v. 1.
- Uma Introdução à Propriedade Intelectual, Vol. I. Rio de Janeiro: Lumen Juris, 1997. v. 1.
- Uma Introdução à Propriedade Intelectual. Rio de Janeiro: Lumen Juris, 1997. v. 1.
- Direito de Acesso do Capital Estrangeiro. Rio de Janeiro: Lumen Juris, 1996. v. 1.[8
- Suplemento à Legislação da Propriedade Industrial e do Comércio de Tecnologia. Rio de Janeiro: Forense, 1985. v. 1.
- Tributação da Propriedade Industrial e do Comércio de Tecnologia. São Paulo: Editora Revista dos Tribunais, 1984. v. 1. 235p